# Amicus curiae
Amicus curiae lub amicus curiæ (łac. l. mn. amici curiae) – prawniczy termin rzymski, dosłownie „przyjaciel sądu”, określający – najczęściej w anglosaskiej praktyce prawnej – osobę lub organizację, niebędącą stroną w postępowaniu sądowym i dobrowolnie, z własnej inicjatywy, oferującą sądowi opinię prawną lub inną dotyczącą przedmiotu postępowania.
Opinia, przekazywana w postaci listu, ma wesprzeć sąd w rozstrzygnięciu rozpatrywanej przezeń sprawy. Sąd nie jest zobowiązany do uwzględnienia takiej opinii, jak też ma swobodę dopuszczenia lub odrzucenia oferty przedstawienia opinii.

## Opis
Instytucja przyjaciela sądu była znana w prawie rzymskim. Począwszy od wieku IX istnieje w prawie brytyjskim, skąd rozpowszechniła się na inne kraje stosujące prawo zwyczajowo-precedensowe (common law). Istnieje też w prawie międzynarodowym, w szczególności w zakresie praw człowieka. Pojawia się też w systemie prawa kontynentalnego, np. w Argentynie, ponadto jest stosowana przez Europejski Trybunał Praw Człowieka, Międzyamerykańską Komisję Praw Człowieka (Inter-American Commission on Human Rights) i Międzyamerykański Sąd Praw Człowieka (Inter-American Court of Human Rights).
W amerykańskiej praktyce sądowej przyjaciółmi sądów bywają organizacje dysponujące znaczącymi budżetami prawnymi, jak American Civil Liberties Union, Electronic Frontier Foundation lub American Center for Law and Justice, a głośne i kontrowersyjne sprawy mogą powodować pojawienie się wielu przyjaciół sądu.
W polskim systemie prawnym formalnie taka konstrukcja nie istnieje. W III RP zaczęły ją jednak stosować organa państwowe na użytek zewnętrzny w interesujących państwo polskie postępowaniach przed sądami w USA – na przykład w 1999 r. w sprawie dotyczącej odszkodowań dla robotników przymusowych III Rzeszy, toczącej się przed sądem w Newark pod Nowym Jorkiem przeciwko koncernowi Degussa. Jednocześnie pojawiły się opinie przyjaciół sądu, nazywane opiniami typu opinii prawnych, kierowane do sądów polskich, między innymi przez Helsińską Fundację Praw Człowieka czy  Instytut na rzecz Kultury Prawnej Ordo Iuris. Ponadto opinie amicus curiae formułuje też prof. Andrzej Rzepliński. Występująca w Polsce praktyka przyjaciela sądu stanowi przedmiot publikacji badawczych.